# ボビー・ジョーンズ (ゴルファー)
“ボビー”ロバート・タイアー・ジョーンズ・ジュニア（英: Robert Tyre "Bobby" Jones, Jr.、1902年3月17日 - 1971年12月18日）は、アメリカ合衆国ジョージア州アトランタ市生まれのゴルファー、弁護士。

## 人物

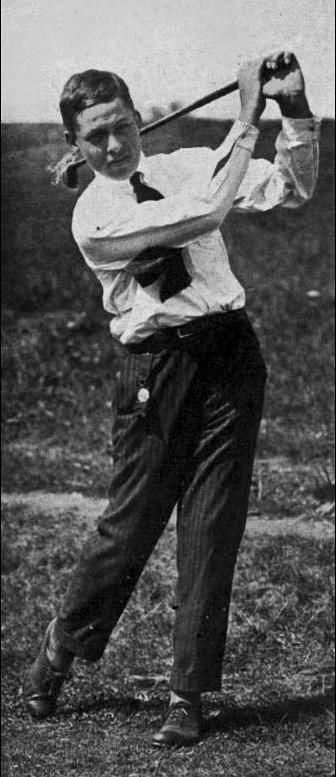
ボビー・ジョーンズ14歳の頃（1916年）

その自制心に富むプレー態度から「球聖（きゅうせい）」、ヒッコリーシャフト時代の最も偉大な選手の一人であることから「木のシャフトの伝説」と呼ばれたゴルフ史を代表するゴルファー。彼は終生、アマチュアを貫いたことでも有名である。1921年6月、19歳で全英オープン（セント・アンドルーズ、予選（クオリフィケーション）：エデンコース、本選：オールドコース）に初挑戦して、強風の本選第3ラウンド（6月24日）に最初の9ホールだけで10オーバーの46を叩き、10番ホールもダブルボギー、11番ホール（パー3）もティーショットをバンカーに入れ、脱出に3打で4オン、ダブルボギーパットも外して茫然自失、6打目のパットを打たずに棄権した。これをジョーンズは終生、痛恨の記憶とした。1925年の第29回全米オープン（ウォーセスターカントリークラブ）では、初日（6月3日）の第1ラウンド11番ホールで、ジョーンズは「アドレスの際、ラフにあったボールが動いた」と申告し、自らに1打罰を課した（現行規則18条2項b）。同伴プレイヤーのウォルター・ヘーゲンは「誰も見ていないので、ペナルティは必要ない」と進言したが、ジョーンズは「銀行で金を盗まなかったからといって誰も褒めない。ゴルファーとして当然の行為である」と聞き入れなかった。この一打で最終的にはウィリー・マクファーレンとのプレイオフとなり、1度目の18ホールのプレイオフでは決着がつかず、2度目のプレイオフの最終18番ホールでボギー対パーの1打差で敗れた。
アマチュアでありながら実力はプロを上回るほどで1930年、28歳のときに当時の世界4大タイトルを全英アマ（セント・アンドルーズ開催、マッチプレイ形式で18ホールの7試合を行った後、36ホールの決勝戦を実施）、全英オープン（ロイヤルリバプール）、全米オープン（インターラッセンカントリークラブ）及び全米アマ（メリオンゴルフクラブ）の順に優勝し、年間グランドスラムを達成した。スポーツ界において「グランドスラム」という言葉が用いられたのはこれが最初とされる。6月20日、全英オープン最終日のジョーンズは不調であったが、16番ホールのグリーン手前のバンカーからの第3打でホートン・スミス（第1回マスターズ優勝者）から譲り受けたフェース面が凹面のウェッジ（現在は違反）を生涯唯一度試合で使用して、ピンそば2インチに寄せてバーディを奪って優勝争いに残り、この日75を叩くも、2位グループに2打差の通算291、3オーバーパーで優勝した。同年、全米アマチュア最高の賞である第1回ジェームスサリバン賞を受賞し、年間グランドスラム達成の7週間後、28歳で競技生活から引退した。
1923年に有名な「カラミティ・ジェーン」という名のL字型パターを手に入れ、初のメジャータイトルである全米オープン（インウッドカントリークラブ）を制した。大会前のジョーンズはショット、パットがともに不調で、大会の1週間前にコーチのスチュアート・メイドンに連れられ、ナッソーカントリークラブに立ち寄った。ラウンド後、練習グリーンにいたジョーンズに、スチュアートの兄であり、このゴルフ場所属のプロであるジム・メイドンが自分で製作したヒッコリーシャフトの中央部3カ所にテープが巻かれているパターを手渡した。ジョーンズが打ってみると、実によく入り、早速借用して、翌週の全米オープンに勝利した。翌年、ジョーンズはシャフトにテープを巻いた同じ型のものを作らせ、それを1930年の年間グランドスラムまで愛用、さらに6本同型のコピーを発注した。ジム・メイドンは自分で作ったクラブには必ず名前をつけた。カラミティはゴルフ史家ロバート・ブラウニングの著作「History of Golf」中の文「ショートパットを外したときは最悪のカラミティ（災難）であり、ロングパットを成功させるとカラミティから最も離れる」から採用、ジェーンは西部開拓時代の射撃の名手として知られたヒロインの名前であった。シャフト中央部のテープは、シャフトにひびが入っていたのを修繕するためのものであった。ジョーンズは全英オープンに計4度挑戦したが、カラミティ・ジェーンを入手してからは3戦全勝であった（1926年の予選（クオリフィケーション）は3つのコースで開催され、24歳のジョーンズはサニングデールゴルフクラブのオールドコースで参加、前半18ホールは33ショット33パット、アウト33イン33の66を記録、後半18ホールは68で廻って首位突破、本選は全英初開催のロイヤルリザム＆セントアンズで72-72-73-74の291で2位に2打差で英国メジャー初優勝。1927年は棄権から6年後のセント・アンドルーズで予選76-71・本選68-72-73-72の285で2位グループに6打差で全英オープン2連覇を達成したが、1955年にピーター・トムソンが281で優勝して更新するまで4日間通算の全英オープンコースレコードであった。1930年は年間グランドスラムの2勝目であり、前述）。1930年の全英オープン後、米国へ帰国する際、ジョーンズはカラミティ・ジェーンも入っていたゴルフバッグをロンドンのホテルに置き忘れたが、翌日に米国への帰路に就く宿泊客に依頼して、無事ジョーンズの手元に戻った。ジョーンズのクラブのヒッコリーシャフト（前述のウェッジを除く）は1000本以上から厳選された物であり、このセットを失っていたら、年間グランドスラムはあり得なかったであろう。
引退後もゴルフにかかわり、弁護士業務の傍らにマスターズ・トーナメントの創設やそのマスターズが開催されるオーガスタ・ナショナル・ゴルフクラブのコース設計にも携わった。ジョーンズの設計思想は、バンカーは30個足らずと少なくし、フェアウェイも普通のコースの倍近く広く、ラフも浅く、ロングホールは巧打を2回続ければグリーンに乗るように設計するというものであった。
競技ゴルフの使用クラブ数の決定にも関与した。例えば、1934年、1935年に全英アマと全米アマを連続制覇したローソン・リトルは31本使用し、これに対しイギリス人キャディが「重すぎる」とクレームして、クラブの本数制限の議論が活発化した。これに対し、1936年ウォーカーカップが開催されたパインバレーゴルフクラブの駐車場のロールスロイス車中でジョーンズ（アメリカ代表）とトニー・トーランス（イギリス代表、ウォーカーカップ5回出場）が会談した。ジョーンズが年間グランドスラム時に使用したクラブの本数は16本、トーランスが1試合で使用したクラブの本数は最多12本で、ジョーンズが「中間をとって14本にしよう」とトーランスに告げ、トーランスがそれをR&Aルール委員長のロバート・ハリスに伝え、これが1939年制定の規定へつながったという。
また、競技ゴルフを止めて6年ほど経ち、セント・アンドルーズでプライベートに友人とプレーをしている時に、それを聞きつけた近所の住民 2,000人ほどが彼を一目見ようとコースに集まってきたというエピソードがある。1958年10月9日のスピーチでは、「セント・アンドルーズのコースを学べば学ぶほど、このコースをより深く愛するようになった。そして愛すれば愛するほど、より多くのことを学んだ。セント・アンドルーズでの経験さえあれば、たとえ生涯で得た他の全てのものを失っても、私の人生は本当に満たされている」と語っている。
1948年に脊髄空洞症の診断を受け、車椅子の利用を余儀なくされていたが、1971年没。ボビーの没後、1974年に世界ゴルフ殿堂が設立された。ボビーは最初に殿堂入りした名選手のひとりに数えられる。

## 著作
- Down the Fairway - O・B・キーラーとの共著。1927年初版。

## その他
プロゴルファー猿 12話 雨の中の決戦 では、劇中における初の敗戦において黄金仮面が「ゴルフの神様といわれたボビー・ジョーンズがこう言っている。『勝った試合からは何も得るものはないが、負けた試合からは多くのことを学ぶ』」と発言している。